# 6736 Мачхее
6736 Мачхее (6736 Marchare) — астероїд головного поясу, відкритий 1 березня 1993 року.
Тіссеранів параметр щодо Юпітера — 3,504.